# Почесні громадяни Коростеня
Список почесних громадян міста Коростеня:
| Рік присвоєння | Почесний громадянин               | Коротко про особу |
| -------------- | --------------------------------- | --- |
| 1967           | Лебедь Олександр Захарович        | з 1917 р. — член РСДРП(б), член революційного штабу Катеринославської залізниці, боєць Червоної гвардії. Входив до команди бронепоїзду «Комуніст Коростенського району». З 1936 р. до початку німецько-радянської війни, працював в м. Коростень на різних інженерних посадах вагонного депо. |
| 1967           | Гундарєв Павло Миколайович        | боєць бронепоїзду «Комуніст Коростенського району» (кулеметник). Під час німецько-радянської війни — політрук військової частини. Після війни знову працював на залізниці керівником кондукторського резерву.                                                                                 |
| 1967           | Мельник Микола Іванович           | у 1918 р. був членом Коростенського підпільного революційного комітету. Голова парторганізації Коростенського залізничного вузла. Був кулеметником на бронепоїзді «Комуніст Коростенського району».                                                                                           |
| 1968           | Іванов Сергій Іванович            | директор СШ № 7. Неодноразово обирався депутатом Коростенської міської ради. «Відмінник освіти», «Почесний залізничник СРСР». |
| 1970           | Гришкова Віра Михайлівна          | директор швейного об'єднання в м. Коростень. |
| 1970           | Зелений Петро Петрович            | працював в локомотивному депо станції Коростень машиністом тепловоза. «Почесний залізничник». Герой Соціалістичної Праці. |
| 1972           | Матвієнко Лідія Михайлівна        | під час німецько-радянської війни — начальник госпіталю № 2036. Працювала в Коростені завідувачкою міськвідділом охорони здоров'я та завідувачкою відділенням міської лікарні. |
| 1974           | Футерман Арон Якович              | скульптор, автор багатьох пам'ятних споруд в Коростені. |
| 1977           | Краля Тихон Архипович             | учасник Другої світової війни. Герой Радянського Союзу. Працював на Коростенському підприємстві УТОС. |
| 1977           | Кузьмінський Іван Антонович       | Герой Соціалістичної Праці. Заслужений будівельник України. |
| 1977           | Дячков Йосип Олексійович          | начальник Коростенського відділку Південно-Західної залізниці. Заслужений працівник транспорту України. |
| 1982           | Лісовий Олександр Федорович       | директор заводу «Жовтнева кузня» у Коростені. |
| 1982           | Гітуляр Іван Леонтійович          | комісар партизанського об'єднання від час німецько-радянської війни. Після війни — завідувач міського відділу народної освіти Коростеня, потім директор СШ № 3. |
| 1982           | Сингаївський Володимир Васильович | З 1950 р. по 1984 р., аж до виходу на пенсію, працював у Коростенському відділку Південно-Західної залізниці. З них — 29 років машиністом електрокрану на вантажному дворі станції Коростень. «Почесний залізничник».                                                                         |
| 1983           | Білозьоров Петро Юхимович         | очолював 989-й стрілецький полк, який захищав Коростень під час німецько-радянської війни. |
| 1983           | Перкін Олексій Олексійович        | брав участь у визволенні м. Коростеня у 1943 р. Заступник директора науково-дослідницького інституту поліграфічної промисловості. Голова українсько-молдавської групи ветеранів Великої Вітчизняної війни.                                                                                    |
| 1983           | Абашин Микола Борисович           | брав активну участь у звільненні міста Коростеня в листопаді 1943 року, генерал–полковник запасу, колишній перший заступник командувача Прикарпатським військовим округом. |
| 1983           | Каширин Анатолій Іванович         | член екіпажа танка, що одним з перших увірвався в місто при звільненні Коростеня від німецько-фашистських загарбників. |
| 1983           | Максимов Володимир Петрович       | член екіпажа танка, що одним з перших увірвався в місто при звільненні Коростеня від німецько-фашистських загарбників. |
| 1983           | Дзюба Василь Григорович           | Захищав Коростень у складі 280-ої стрілецької дивізії від німецько-фашистських загарбників. |
| 1983           | Перкіна Антоніна Ренгольдівна     | служила санінструктором артилерійського полку. В боях за визволення м. Коростеня проявила стійкість та відвагу. Вела активну військово–патріотичну роботу. |
| 1983           | Пильников Степан Пантелеєвич      | член екіпажа танка, що одним з перших увірвався в місто при звільненні Коростеня від німецько-фашистських загарбників. |
| 1995           | Грищенко Михайло Васильович       | завідувач Коростенського краєзнавчого музею. «Відмінник народної освіти УРСР», «Відмінник народної освіти СРСР». |
| 1995           | Клименко Антон Григорович         | начальник штабу партизанського загону ім. Боженка. |
| 1996           | Іванов Володимир Тимофійович      | Чемпіон Олімпійських ігор в Мехіко з волейболу. |
| 2000           | Каленик Опанас Євгенович          | начальник Коростенського відділку Південно-Західної залізниці. «Почесний залізничник». |
| 2000           | Слуцький Олександр Мойсейович     | директор школи-інтернату. Ініціатор побудови стадіону «Спартак», ДСШ. Виховав багатьох чемпіонів, в тому числі і світового рівня. |
| 2000           | Дагіров Алі Алійович              | учасник Другої світової війни. Начальник відділу кадрів Коростенського відділку Південно-Західної залізниці. Брав активну участь у військово-патріотичному вихованні молоді. |
| 2002           | Литвинов Олександр Федорович      | перший секретар міськкому КПУ. Член-кореспондент Академії інженерних наук України, заслужений машинобудівник. |
| 2002           | Пашинський Павло Миколайович      | директор школи № 5. Обирався депутатом міської ради 17 скликань. Голова постійної комісії у справах культури, освіти, молоді та ЗМІ. |
| 2002           | Горін Віктор Якович               | голова правління ВАТ заводу «Хіммаш». Член-кореспондент Академії інженерних наук України, заслужений машинобудівник. |
| 2002           | Яценко Володимир Михайлович       | народний депутат 3-х скликань Верховної Ради України. |
| 2003           | Лушкін Володимир Андрійович       | голова Житомирської обласної держадміністрації. |
| 2005           | Матвійчук Олександр Володимирович | начальник Житомирського обласного головного управління земельних ресурсів. Почесний землевпорядник України. |
| 2006           | Потопальський Анатолій Іванович   | кандидат медичних наук, доцент, професор. «Кращий винахідник Академії наук України». |
| 2008           | Куницький Василь Іванович         | директор Коростенського заводу залізобетонних шпал. Голова ради керівників міста. Заслужений працівник транспорту України. |
| 2008           | Москаленко Володимир Васильович   | багаторічний міський голова Коростеня. |
| 2010           | Заєць Олексій Макарович           | головний лікар Коростенського територіального медичного об'єднання, яке у 2003 році було реорганізоване в Коростенську центральну міську лікарню. |
| 2010           | Гампель Анатолій Ісаакович        | генеральний директор відкритого акціонерного товариства «Аляска». За його фінансової підтримки був створений та встановлений пам'ятник княжні Малуші та князю Володимиру. |
| 2013           | Шишук Яків Омелянович             | З 1988 року очолює комунальну установу «Коростенський геріатричний пансіонат для ветеранів війни та праці». Член виконкому міської ради, член ради керівників міста, депутат міської ради. |
| 2013           | Левицький Анатолій Володимирович  | Голова Правління Компанії «Житомиробленерго». «Заслужений енергетик України». |
| 2013           | Туряниця Георгій Семенович        | освітній діяч Коростеня. Директор Коростенської загальноосвітньої школи № 4 та перший директор Коростенської міської гімназії. «Відмінник народної освіти». |
| 2014           | Яременко Василь Васильович        | З 1995 року по 31 березня 2014 року керівник Коростенського відділку (з 2000 року — дирекції залізничних перевезень) Південно-Західної залізниці. «Заслужений працівник транспорту України».                                                                                                  |
| 2015           | Книш Михайло Миколайович          | легкоатлет, член збірної України. Бронзовий призер чемпіонату Європи. Переможець Кубка Європи. Учасник двох Олімпійських ігор. |
| 2016           | Лебедь Олександр Федорович        | колишній голова виконкому та ради народних депутатів Коростенського району та начальник управління житлово-комунального господарства виконкому Коростенської міської ради. |
| 2017           | Рудь Петро Володимирович          | бізнесмен і політик, президент компанії «Рудь». |
| 2017           | Арешонков Володимир Юрійович      | професор кафедри спеціальних історичних дисциплін та правознавства ЖДУ ім. Франка. Доктор педагогічних наук. Народний депутат України. |
| 2018           | Брицун Микола Іванович            | історик, краєзнавець і етнограф Коростенщини. |
| 2019           | Жидких Степан Степанович          | директор ПОГ «Коростенське учбововиробниче підприємство» Українського товариства сліпих, «Заслужений член УТОС». |
| 2019           | Цепкова Ганна Василівна           | активна діячка освітянського життя міста Коростеня, поетеса. |
| 2019           | Хошаба Ісхат Юрійович             | активий діяч у галузі фізичної культури та спорту. |
| 2021           | Васильчук Віктор Борисович        | журналіст та письменник, «Заслужений журналіст України». |
| 2024           | Каленський Віталій Михайлович     | учасник АТО, доброволець, старший сержант Збройних Сил України, учасник російсько-української війни, кавалер ордена "За мужність" III ступеня (посмертно) |